# Gülyalı
Gülyalı ist eine Stadtgemeinde (Belediye) im gleichnamigen Ilçe (Landkreis) der Provinz Ordu am Schwarzen Meer und gleichzeitig eine Gemeinde der 2013 geschaffenen Büyüksehir belediyesi Ordu (Großstadtgemeinde/Metropolprovinz) in der Türkei. Seit der Gebietsreform 2013 ist die Gemeinde flächen- und einwohnermäßig identisch mit dem Landkreis. Gülyalı liegt im Nordosten der Großstadtgemeinde, etwa 15 km östlich der „alten“ Provinzhauptstadt Ordu (Altınordu) direkt am Meer. Der Ort wurde 1972 zur Gemeinde (Belediye) erhoben, erkenntlich auch am Stadtlogo.
Gülyalı grenzt im Osten an die Provinz Giresun.
Der östliche Teil des (damaligen) zentralen Landkreises (Merkez) wurde 1987 abgetrennt und als Landkreis Gülyalı selbständig (Gesetz Nr. 3392).
Er bestand (bis) Ende 2012 aus der Kreisstadt sowie den sieben Stadtgemeinden (Belediye) Alanyurt, Aydoğan, Damarlı, Direkli, Düzyayla, Güzelyurt und Karahasan sowie sechs Dörfern (Köy), die während der Verwaltungsreform 2013 in Mahalle (Stadtviertel, Ortsteile) überführt wurden, die fünf vorhandenen Mahalle der Kreisstadt blieben erhalten. Den Mahalle steht ein Muhtar als oberster Beamter vor.
Ende 2020 lebten durchschnittlich 936 Menschen in jedem dieser 30 Mahalle, 5.469 Einw. im bevölkerungsreichsten (Gölköy Mah.).

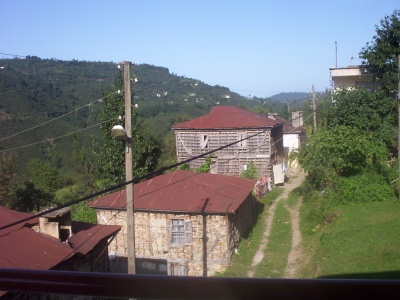
Das ehemalige Dorf Kestane

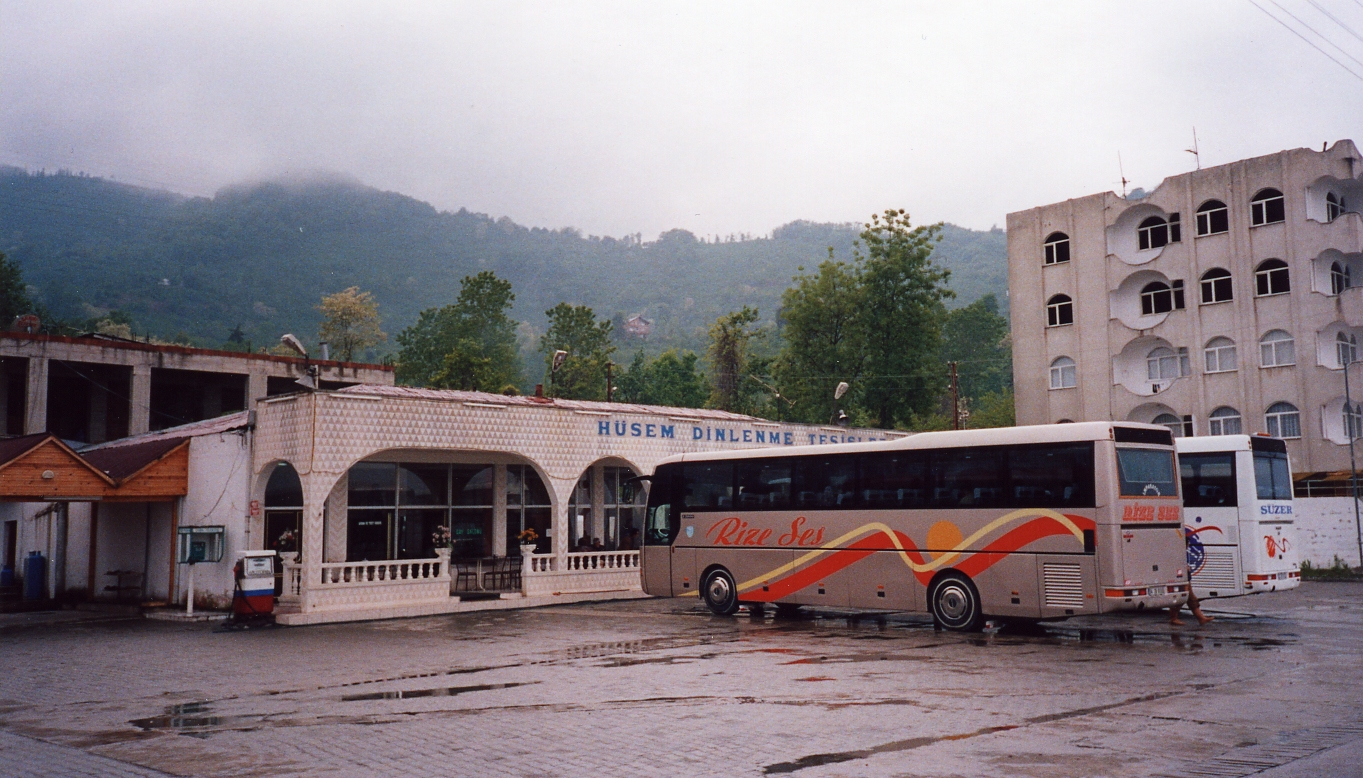
Busbahnhof